# HD 3750
HD 3750，又名CD-45 201，SAO 215185、HR 171，是一颗恒星，视星等为6.01，位于銀經309.65，銀緯-72.18，其B1900.0坐标为赤經0h 35m 5.9s，赤緯-45° -72.18′ 46″。